# Une rencontre
Cet article concerne le roman de Milan Kundera. Pour le film de Lisa Azuelos, voir Une rencontre.
Une rencontre est un essai de Milan Kundera paru en mars 2009. Il y porte son regard sur l'écriture à travers ses auteurs préférés ou ceux qui l'ont le plus influencé.

## Présentation et contenu
Parler des autres, c'est parler de soi, « quand un artiste parle d'un autre, il parle toujours (par ricochet, par détour) de lui-même et là est tout l'intérêt de son jugement » écrit-il à propos de Francis Bacon. Soit, l'écrit même, est peu de chose, surtout pour des hommes qui recherchent  dans l'art quelques parcelles d'immortalité dans des œuvres qui pourraient leur survivre, mais il a du mal à croire, sceptique sur les pouvoirs de l'artiste, et il finira par un chapitre intitulé Oubli de Schönberg et sur cette question « Que restera-t-il de toi, Bertolt ? » 
Les bibliothèques sont pleines d'auteurs oubliés, rejetés, au purgatoire peut-être ad vitam æternam, témoin ce mot de Cioran lui glissant dans l'oreille à propos d'Anatole France : « Ne prononcez jamais ici son nom à haute voix, tout le monde se moquera de vous, »  et il s'interroge sur le scandale de la répétition est-il sans cesse effacé par le scandale de l'oubli ? » 
Milan Kundera poursuit ce dialogue avec lui-même comme il l'avait déjà entrepris avec L'Art du roman. Il analyse d'abord les contours du roman existentiel à travers des thèmes aussi divers que « la comique absence du comique » dans L'Idiot de Dostoïevski, la présence de la mort dans D'un château l'autre de Céline, la place de l'amour dans nos civilisations dans Professeur de désir de Philip Roth, le déroulement de l'existence dans L'Aile du cygne de Bergsson, les souvenirs dans les méandres de la mémoire dans Et quand le rideau tombe de Juan Goytisolo ou la genèse de la création et la procréation dans Cent ans de solitude de Gabriel García Márquez.

## Commentaires
- « Kundera signe un véritable recueil d’essais qui, outre de rares politesses, fait la part belle aux arts et à leurs serviteurs. Il y célèbre l’amitié, mais surtout le genre romanesque, la musique de Leos...  »  Thomas Flamerion, even.fr
- « Balade intuitive à travers le genre romanesque avec pour guide Milan Kundera, lecteur profond et généreux. » Nathalie Crom, Télérama, le 28 mars 2009
- « Qu'ont en commun Anatole France, Céline, Francis Bacon, Beethoven, Philip Roth, Aimé Césaire, Fellini et Malaparte? Milan Kundera leur rend hommage et paie sa dette.  » Alain Finkielkraut, Le Nouvel Observateur du 19 mars 2009

## Repères bibliographiques (essais)
- L'Art du roman, Gallimard, Folio,1986
- Les Testaments trahis, Gallimard, 1993
- D'en bas tu humeras des roses, illustrations d'Ernest Breleur, 1993
- Le Rideau, Gallimard, collection Blanche, 7 avril 2005